# Erica sessiliflora
Erica sessiliflora är en ljungväxtart som beskrevs av Carl von Linné d.y.. Erica sessiliflora ingår i släktet klockljungssläktet, och familjen ljungväxter.

## Underarter
Arten delas in i följande underarter:
- E. s. claviflora
- E. s. oblanceolata
- E. s. sceptriformis

## Bildgalleri

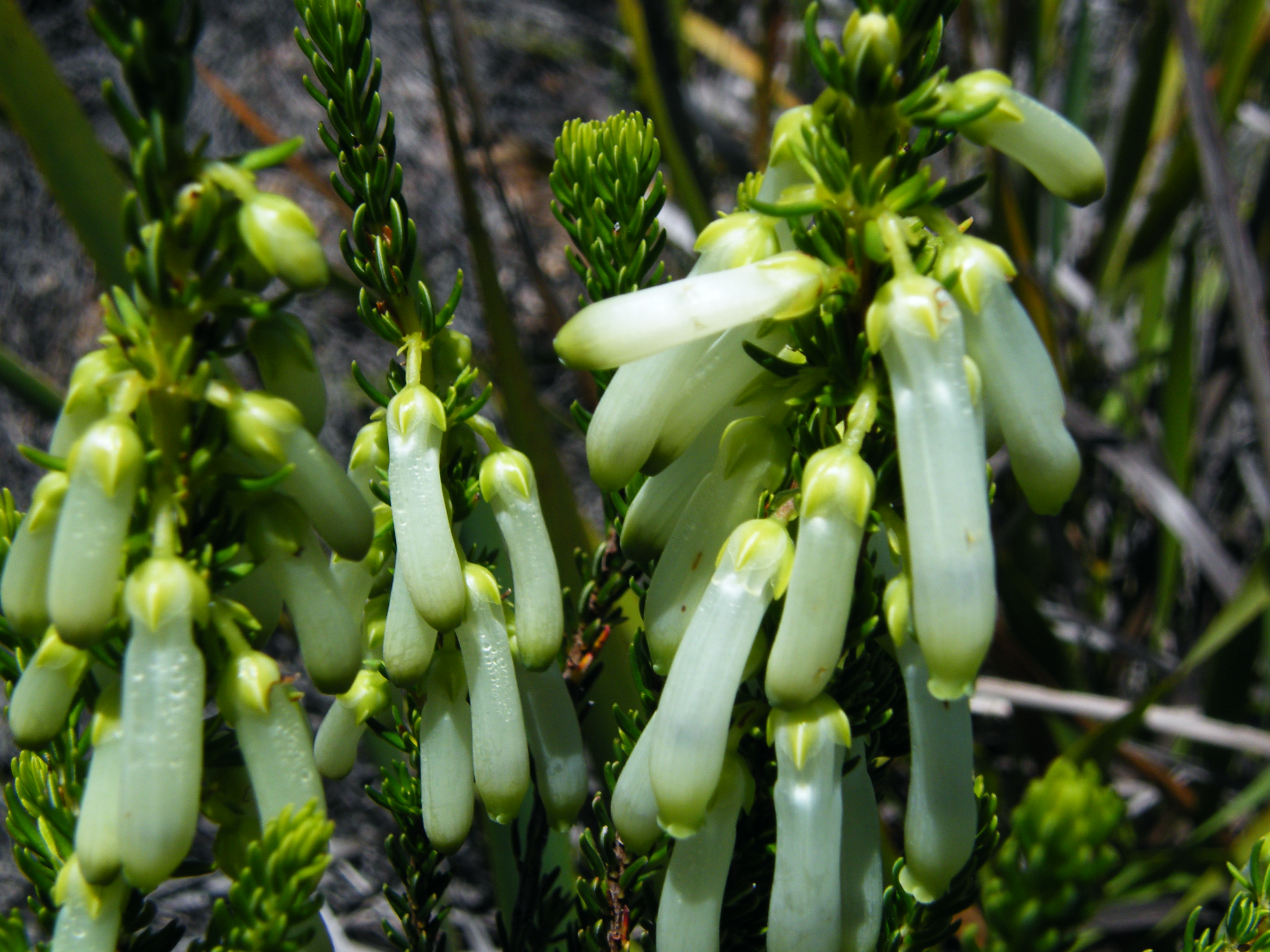